# Rignano Garganico
Rignano Garganico (fino al 1862 Rignano, Rignano [riˈɲːanə] in pugliese) è un comune italiano di 1 741 abitanti della provincia di Foggia in Puglia.

## Geografia fisica

### Territorio
Entrato a fare parte nel 2004 del parco nazionale del Gargano, è in assoluto il più piccolo comune del promontorio.
Sorge sulla cima di una collina, dalle cui alture si gode un'ampia veduta del Tavoliere delle Puglie: per questo il comune è soprannominato il "balcone delle Puglie". Nelle giornate più terse il panorama spazia da Bari al monte Vulture, fino alle cime dei monti della Daunia con lo sfondo della Maiella spesso innevata. Fa parte della comunità montana del Gargano.

### Sismicità
Il territorio comunale di Rignano Garganico è parte integrante del distretto sismico del Gargano.
- Classificazione sismica: zona 2 (sismicità media)[4]

### Clima
Il clima, a causa dell'altura (590 m) e della posizione interna, risente meno dell'influsso marino rispetto ad altri paesi del Gargano. Esso è di tipo mediterraneo sub-continentale con inverni a volte rigidi, in cui non mancano le nevicate, ed estati asciutte e meno calde rispetto al sottostante Tavoliere. Le precipitazioni sono tra le più basse del promontorio - poiché il paese rientra nella fascia più arida, quella pedegarganica di sud-ovest - e si aggirano attorno ai 600 mm annui. Una caratteristica del clima locale è il vento, che soffia per parecchi giorni all'anno: se d'inverno accentua la sensazione di freddo, d'estate è sicuramente gradevole e attenua la calura soffocante tipica pugliese.

## Origini del nome
Il toponimo deriva da un nome personale latino: Herennius, che indicava una persona beneficiaria di un predio, si trattava spesso di veterani che lo ricevevano dall'imperatore, per cui il luogo veniva chiamato Herinnianu(m). Questo tipo di toponimi, che terminano in -ano, è molto diffuso in tutta la zona in cui si parlano le lingue romanze, presso Foggia si ha anche: Bassano e Carmignano, in provincia di Bari: Polignano ecc. L'origine del toponimo suggerisce anche come possa essere sorto il primitivo villaggio: su una fattoria romana (Nando Romano).

## Storia
(Ferdinando IV di Borbone in visita in Capitanata, tradizione)
Le prime notizie documentate del paese risalgono al 1029, tuttavia è datata 1158 la sua annessione all'Abbazia di Montesacro, evento che di fatto sancisce l'esistenza di Rignano Garganico. La cittadina ha tuttavia origini ben più antiche, che risalgono fino alla preistoria, come testimoniano i reperti rinvenuti negli insediamenti archeologici che sorgono nei suoi dintorni (Grotta Paglicci, Grotta Spagnoli e i dolmen di Lamasecca e della Piana della Madonna di Cristo). Nella vicina grotta Paglicci sono state ritrovate alcune pitture parietali che hanno consentito agli studiosi di risalire all'esatta collocazione storica dei reperti, e cioè al Paleolitico superiore. Numerosi i ritrovamenti, nella stessa grotta, risalenti al Paleolitico Medio e Inferiore. Nelle vicinanze di Paglicci è stato anche rinvenuto un dolmen, un esemplare di struttura megalitica, la prima, di tale genere, che sia mai apparsa in Capitanata.

### Simboli
Lo stemma e il gonfalone sono stati concessi con D.P.R. del 30 agosto 2000.
Il gonfalone è un drappo di giallo con la bordatura di azzurro.

## Monumenti e luoghi d'interesse
- Grotta Paglicci : sito archeologico;
- Dolina Cento Pozzi dolina carsica con diversi pozzi e animali domestici vaganti compresa nel parco nazionale del Gargano, da cui si dipartono diversi sentieri che percorrono l'area di bosco Jancuglia;
- I dolmen: antiche costruzioni in pietra trilitiche nell'area tra Lama Secca e Madonna di Cristo;
- Il centro storico, sito in cima a un poggio e caratterizzato da un impianto urbano di stretti vicoli e vicoletti;

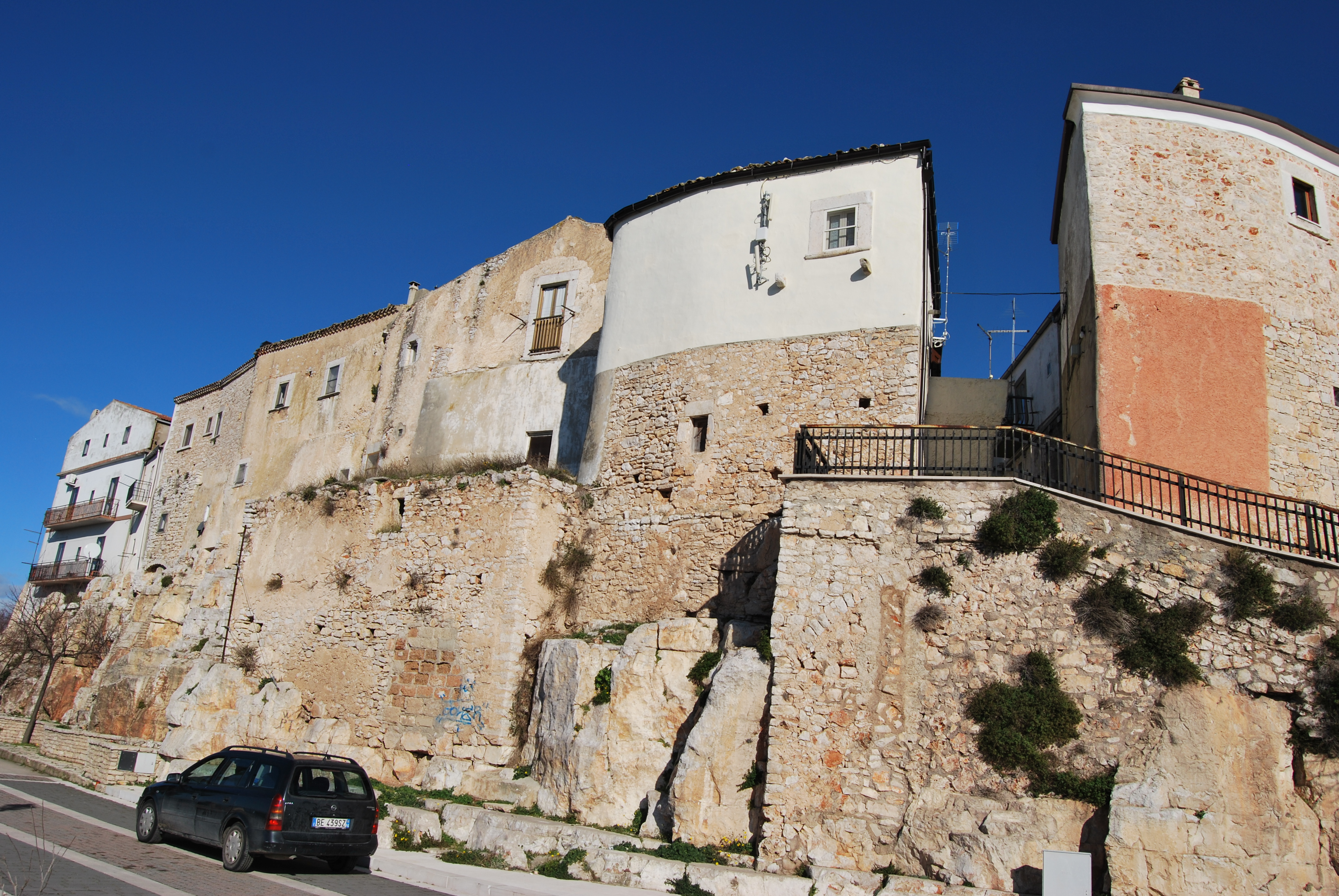
Uno scorcio del centro abitato

- Il palazzo baronale (e annesso giardino) sorto sulle basi di un castello di epoca medievale, di cui sopravvivono una torre (delle cinque originarie) e tracce delle vecchie mura di cinta;
- Il belvedere balconato (riattato nel 2007) che circonda la gran parte del centro storico, da cui si gode un ampio panorama che va dal Molise (Larino, Guglionesi, ecc) i Monti Dauni e Lucera (con all'orizzonte la Maiella) il foggiano (San Severo, Foggia, Cerignola e borghi limitrofi) Manfredonia, il golfo con le saline, i paesi della provincia di Barletta e Castel Del Monte.
- La Croce anch'esso luogo panoramico sulla montagna di Rignano, dominante il Tavoliere delle Puglie, il golfo di Manfredonia, Bari, il Monte Vulture, l'Appennino Dauno e le vette della Maiella in Abruzzo. Quest'area panoramica è posta a breve distanza dal centro abitato e ospita una vecchia pista di volo fuori servizio per deltaplani e parapendii, già sede di varie esibizioni pubbliche di volo libero, facilitato dalla posizione elevata e panoramica del sito di decollo, combinata con i venti che vi spirano quasi tutto l'anno.
- La chiesa madre Maria Santissima Assunta nel centro storico, di origine paleocristiana, ristrutturata nel 2007, caratterizzata da pietra originale a vista, squarci di affreschi del X secolo e dipinti di Natale Penati del 1941;
- La Madre di Cristo, santuario rupestre legato alla transumanza che dai monti abruzzesi e molisani sostava nella pianura rignanese durante l'inverno. Risalente al primo medioevo, è situato a 12 km da Rignano sulle collinette frapposte tra il paese e la pedegarganica. Esso era anticamente grancia rupestre del monastero benedettino di San Giovanni in Lamis (poi divenuto santuario di San Matteo apostolo in San Marco in Lamis). Nei cinque sabati di quaresima si celebra un pellegrinaggio a piedi di devoti, che scendono da Rignano lungo la mulattiera cantando il Rosario in dialetto. La festa della Madre di Cristo (anticamente detta "Madonna di Cristo") si celebra il martedì dopo la Pasqua: in questa occasione il pellegrinaggio viene effettuato portando a spalla la statua della stessa Madre di Cristo, discendendo a piedi dalla chiesa madre di Rignano (dove è abitualmente custodita) sino al santuario dove la festa si risolve con la concelebrazione eucaristica all'aperto e i fuochi d'artificio.
- La caserma vecchia antico edificio posto a cerniera fra il centro storico e la schiera di costruzioni che si snodano lungo il Belvedere, ospitò i Reali Carabinieri dal 1904 e venne dismessa negli anni 1960.

## Società

### Evoluzione demografica
Abitanti censiti

### Etnie e minoranze straniere
Secondo i dati ISTAT al 31 dicembre 2010 la popolazione straniera residente era di 181 persone. Le nazionalità maggiormente rappresentate in base alla loro percentuale sul totale della popolazione residente erano:
- Romania 88 3,97%
- Albania 40 1,81%

## Cultura
Rignano Garganico ha una sua cultura prettamente legata al promontorio garganico: l'isolamento del paese al quale si accede per via diretta (e non di passaggio) ha creato una cultura radicata nel passato con forti tradizioni che mantengono vivo il passato.
Una forte tradizione è legata al lutto (colore nero portato a vita dalle vedove o dalle mamme che perdono i figli).
La cultura religiosa è fatta soprattutto di processioni e apparati esterni: Festa Patronale di San Rocco e dell'Assunta, Corpus Domini, venerdì santo e Festa della Madonna del Carmine.
La presenza delle chiese in Rignano Garganico è una grande attestazione del senso religioso del popolo garganico.
La Chiesa Madre, restaurata negli ultimi anni, è l'unico testimone dei tempi passati: le altre chiese sono state ritoccate notevolmente (Chiesa del Carmine) o sono di nuova costruzione, come la Chiesa di San Rocco, edificata agli inizi del Novecento.

### Musei

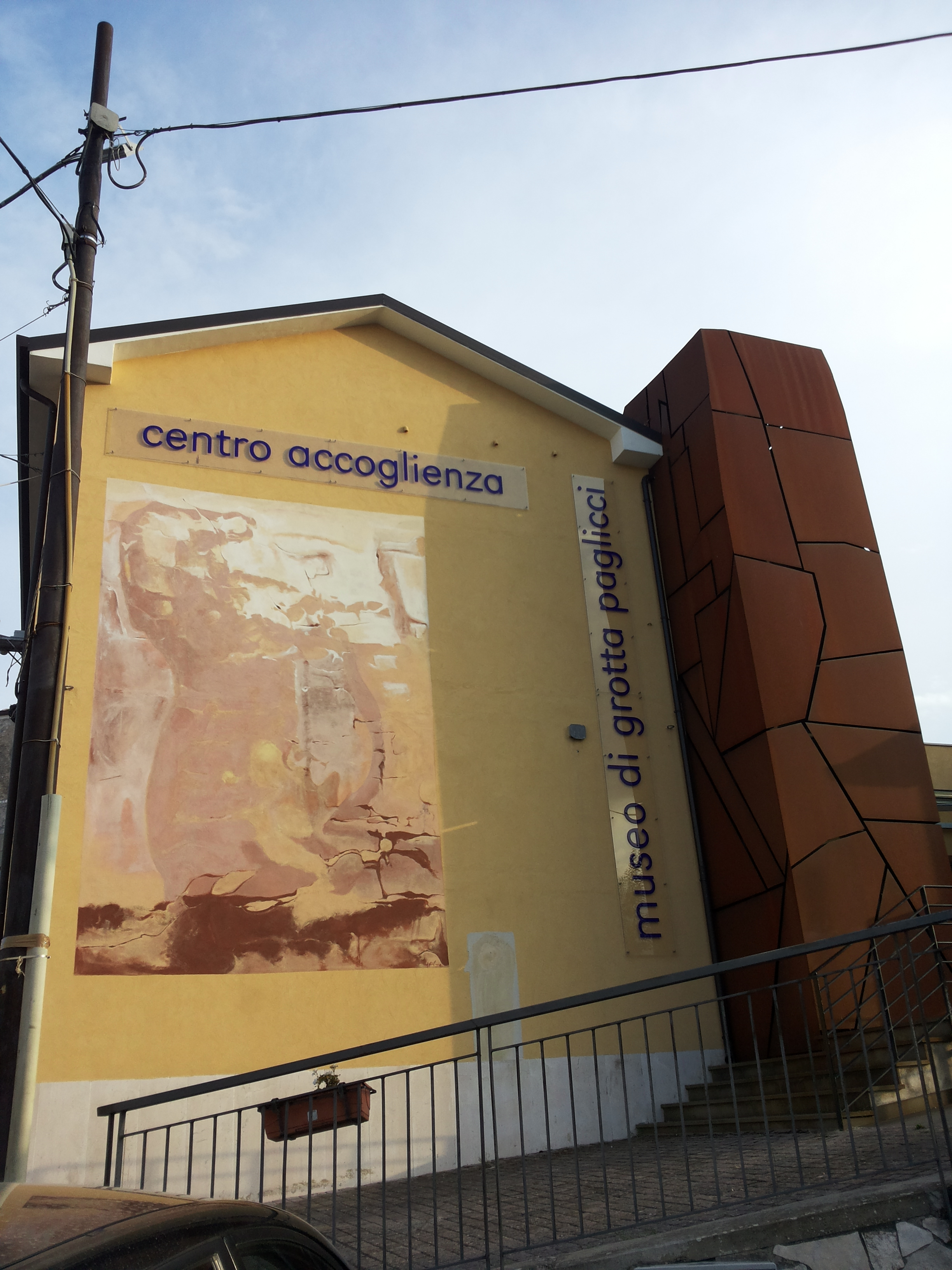
Facciata del centro accoglienza multimediale del museo di Grotta Paglicci

- Museo Grotta Paglicci con alcuni dei 45.000 reperti ritrovati nella grotta abitata dall'uomo preistorico tra 200.000 e 10.000 anni fa (Paleolitico). Nella mostra-museo sono presenti calchi, tra cui quello della sepoltura della donna di Paglicci.

### Eventi
- 19 marzo, giorno di San Giuseppe: è tradizione l'accensione delle fanoje, alte cataste di legna proveniente soprattutto dalle varie potature degli ulivi. A forma pressoché di cupola, vengono organizzate in diversi quartieri e zone del paese. Evento molto sentito dalla popolazione a tal punto da venirsi a creare una sorta di competitività tra gli organizzatori, per ciò che riguarda l'imponenza della stessa e la sua durata nel bruciarsi.
- primo martedì dopo Pasqua: Festa della Madonna di Cristo, nel piccolo antico santuario (X sec.) sito nella località omonima a 8 km da Rignano
- 15 e 16 agosto, festa patronale in onore di Maria Ss.ma Assunta (titolare della parrocchia e omonima chiesa madre) e di San Rocco (titolare dell'omonima chiesa all'ingresso del paese).
- Presepe vivente[7] in due date (quattro negli anni precedenti) definite di anno in anno tra la fine di dicembre e l'inizio di gennaio (solitamente il 26 dicembre e il 6 gennaio) più una data pre-natale dedicata alle scolaresche delle scuole primarie. Tale presepe, giunto nel 2020 alla sua ventiduesima edizione è ormai divenuto uno dei più caratteristici dell'intero meridione. Lo stesso "Parco nazionale del Gargano" ha edito sul presepe un film promozionale. Si sviluppa lungo un percorso che attraversa quasi tutto il centro storico del paesello.

## Amministrazione
| Periodo         | Periodo         | Primo cittadino    | Partito                                                        | Carica      | Note  |
| --------------- | --------------- | ------------------ | -------------------------------------------------------------- | ----------- | ----- |
| 11 luglio 1988  | 7 febbraio 1991 | Carlo Battista     | Partito Socialista Italiano                                    | Sindaco     | [ 8 ] |
| 7 febbraio 1991 | 7 giugno 1993   | Nicola Saracino    | Partito Comunista Italiano, Partito Democratico della Sinistra | Sindaco     | [ 8 ] |
| 29 giugno 1993  | 28 aprile 1997  | Pietro Bergantino  | Partito Democratico della Sinistra                             | Sindaco     | [ 8 ] |
| 28 aprile 1997  | 11 marzo 1998   | Michele Ciavarella | L'Ulivo                                                        | Sindaco     | [ 8 ] |
| 11 marzo 1998   | 25 maggio 1998  | Salvatore Tropea   |                                                                | Comm. pref. | [ 8 ] |
| 25 maggio 1998  | 28 maggio 2002  | Michele Ciavarella | L'Ulivo                                                        | Sindaco     | [ 8 ] |
| 28 maggio 2002  | 29 maggio 2007  | Matteo Viola       | lista civica                                                   | Sindaco     | [ 8 ] |
| 29 maggio 2007  | 22 maggio 2012  | Antonio Gisolfi    | lista civica: Rignano Democratica                              | Sindaco     | [ 8 ] |
| 22 maggio 2012  | 11 giugno 2017  | Vito Di Carlo      | lista civica: Progetto Rignano                                 | Sindaco     | [ 8 ] |
| 12 giugno 2017  | 11 aprile 2022  | Luigi Di Fiore     | lista civica: Rignano che vorrei                               | Sindaco     | [ 8 ] |
| 12 aprile 2022  | 12 giugno 2022  | Martina Iurescia   |                                                                | Comm. pref. | [ 8 ] |
| 13 giugno 2022  | in carica       | Luigi Di Fiore     | lista civica: Rignano che vorrei                               | Sindaco     | [ 8 ] |